# Лелека Лука Степанович
Леле́ка Лука́ Степа́нович (4 грудня 1913 — 5 січня 1989) — радянський військовик, учасник Другої світової війни, командир відділення взводу пішої розвідки 100-го гвардійського стрілецького полку 35-ї гвардійської стрілецької дивізії, повний кавалер ордена Слави.

## Біографія

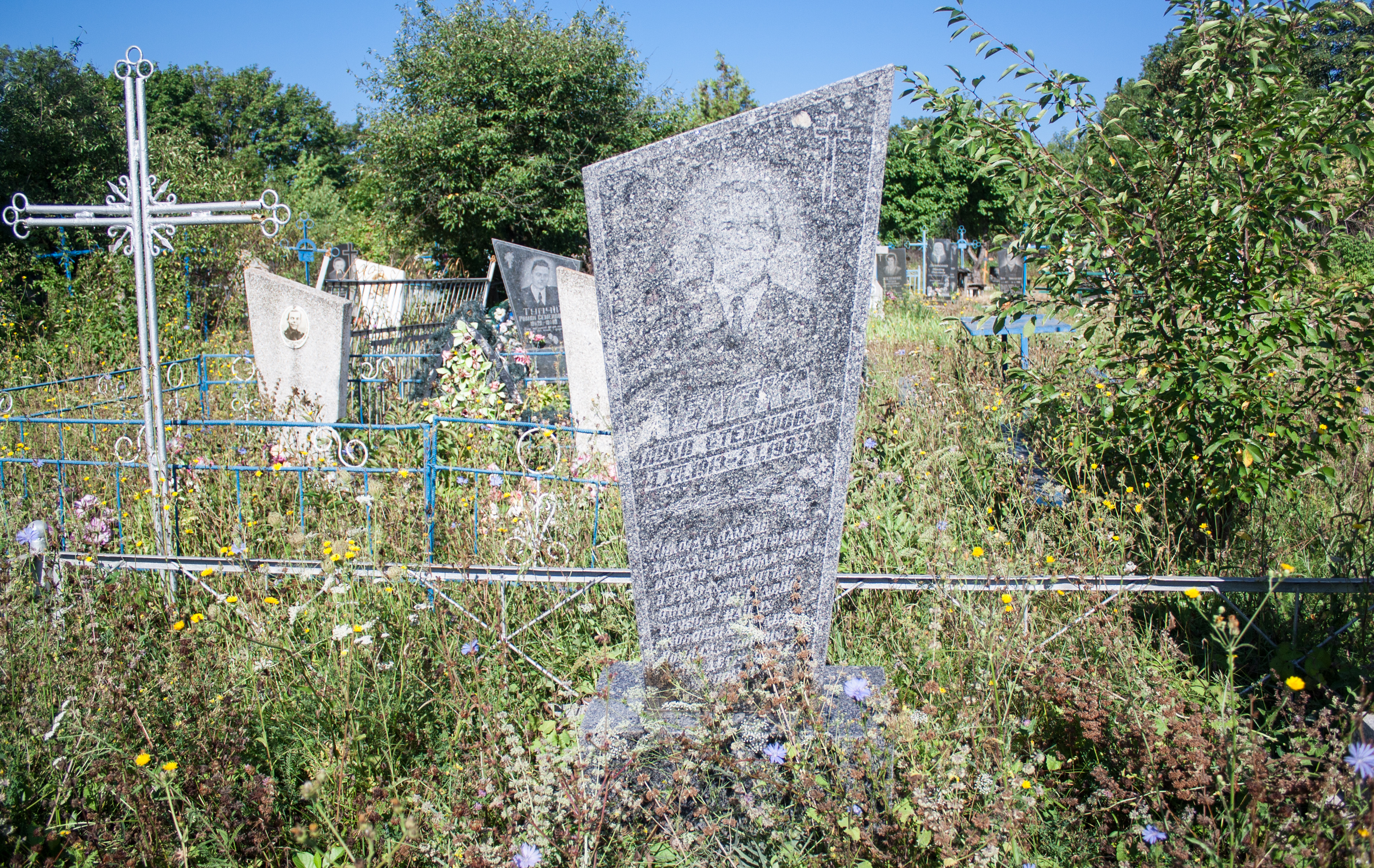
Могила в селі Прибережне

Народився 4 грудня 1913 року у селі Заруддя, нині Оратівський район Вінницької області в селянській родині. Українець.
Працював у місцевому колгоспі їздовим, потім — трактористом. У 1935–1937 роках проходив військову службу в лавах РСЧА. Після демобілізації виїхав на будівництво гідроелектростанції поблизу міста Рибінська.
З початком німецько-радянської війни добровольцем пішов на фронт, призваний Рибінським РВК. Воював на Сталінградському, Південно-Західному, 3-у Українському й 1-у Білоруському фронтах. Двічі був поранений.
1 серпня 1944 року одним із перших форсував річку Вісла поблизу міста Магнушев (Польща). Під час прориву першої лінії оборони супротивника увірвався до ворожої траншеї, автоматним вогнем знищив трьох ворожих солдатів і одного полонив. Нагороджений орденом Слави 3-го ступеня.
У ніч на 17 лютого 1944 року неподалік міста Кюстрин (Польща), очолюючи групу розвідників для захоплення контрольного полоненого, виявив особисті відвагу і сміливість: непомітно наблизившись до будинку, в якому перебували німці, раптовим вогнем знищили 7, поранили 5 і захопили у полон 6 солдатів супротивника. Неподалік від будинку Л. С. Лелека особисто гранатами також знищив кулеметне гніздо з обслугою. Нагороджений орденом Слави 2-го ступеня.
18 квітня 1945 року, перебуваючи на спостережному пункті командира полку, потрапив у вороже оточення. Разом з іншими 4 бійцями стримував натиск ворога чисельністю близько роти до підходу підкріплення. У цьому бою особисто знищив 19 та полонив 15 військовослужбовців супротивника, у тому числі 2 офіцерів. Нагороджений орденом Слави 1-го ступеня.
По закінченні війни повернувся на батьківщину. Працював головою колгоспу в селі Березівка, потім бригадиром рільничої бригади та комірником у колгоспі села Прибережне.
Помер 5 січня 1989 року.

## Нагороди
Нагороджений орденами Вітчизняної війни 1-го ступеня (06.04.1985), Червоної Зірки (07.03.1944), Слави 3-х ступенів (11.08.1944, 26.03.1945, 31.05.1945) і медалями, у тому числі двома медалями «За відвагу» (13.10.1943, 27.03.1945).